# Pupascleromyia novitzkii
Pupascleromyia novitzkii är en tvåvingeart som beskrevs av Fedotova 2001. Pupascleromyia novitzkii ingår i släktet Pupascleromyia och familjen gallmyggor.
Artens utbredningsområde är Kazakstan. Inga underarter finns listade i Catalogue of Life.